# Björn O. Roos
Björn Olof Roos (* 28. Juni 1937 in Malmö; † 22. Februar 2010 in Lund) war ein schwedischer theoretischer Chemiker.
Roos studierte Physik an der Universität Stockholm und wurde 1968 bei Inga Fischer-Hjalmars mit einer Dissertation über theoretische Quantenchemie (Ausdehnung von Fischer-Hjalmars entwickelter semiempirischer Methoden auf Übergangsmetallverbindungen) promoviert. Als Post-Doktorand war er am Almaden-Forschungszentrum von IBM in San José bei Enrico Clementi, wo er sich mit ab initio Rechnungen (SCF-Methoden nach Clemens C. J. Roothaan und Bagus) befasste. Nach der Rückkehr nach Stockholm forschte er mit einer eigenen Gruppe daran weiter und verwendete HF-Programme von IBM (IBMOL), die er weiterentwickelte. 1972 gelang ihm mit seiner Gruppe mit der Entwicklung einer Variante der Configuration Interaction (Direct Configuration Interaction, DCI) ein Durchbruch. Sie ermöglichte die Behandlung erheblich größerer (Faktor 10) Konfigurationsräume.
Ab 1977 war er Professor an der Universität Lund, wo er ab 1983 die Abteilung Theoretische Chemie leitete. Dort entwickelte er die CASSCF Methode (Complete Active Space Self Consistent Field). Die Grundidee dazu gab es schon länger (Bowen Liu), sie war aber unpraktisch, bis Roos seine Super-CI Methode mit MCSCF (Multi-configurational self-consistent field) entwickelte.
1986 war er wesentlich an der Gründung des Zentrums für wissenschaftliches Rechnen in Lund (LUNARC) beteiligt. Seine Gruppe entwickelte auch das Software-Paket MOLCAS inklusive der CASPT2 Methode (CI-Energie in zweiter Ordnung Störungstheorie mit CASSCF Wellenfunktionen).
1989 gründete er die European Summer school in Quantum Chemistry (ESQC). 1991 wurde er Mitglied der International Academy of Quantum Molecular Science.
1977 erhielt Roos die Norblad-Ekstrand-Medaille und 1997 die Bror Holmberg-Medaille der Schwedischen Chemischen Gesellschaft. 2010 erhielt er den American Chemical Society Award in Theoretical Chemistry. 1992 bis 2000 war er im Nobelkomitee für Chemie.